# (2655) Guangxi
(2655) Guangxi (1974 XX) – planetoida z pasa głównego asteroid okrążająca Słońce w ciągu 5,71 lat w średniej odległości 3,19 j.a. Odkryta 14 grudnia 1974 roku.